# What Happened to Father
What Happened to Father è un film muto del 1915 diretto da C.J. Williams (con il nome C. Jay Williams).

## Trama
Per poter pagare i suoi debiti, il padre scrive una commedia, Le follie delle rane, ottenendo il finanziamento del facoltoso Bayne, che corteggia la sua figlia più giovane. Il giorno della prima, il padre deve lasciare la cerimonia delle nozze di Fredericka, la figlia maggiore, per correre in teatro in seguito alla telefonata frenetica dell'attrice protagonista che è stata sostituita da una delle amanti di Bayne. Arrivato in teatro a bordo dell'auto degli sposi, il padre non riesce a fermare gli attori che se ne stanno andando via. Dopo una prova tempestosa, si presenta lui in scena nel ruolo di protagonista, venendo sonoramente fischiato dal pubblico. Con lo spettacolo in rovina e la baraonda che ne segue, il padre viene portato in carcere dove organizza una fuga insieme ad altri prigionieri. Dopo varie avventure, inseguimenti e incomprensioni, la storia si conclude con la famiglia finalmente riunita per il matrimonio di Fredericka.

## Produzione
Il film fu prodotto dalla Vitagraph Company of America.

## Distribuzione
Distribuito dalla V-L-S-E, il film uscì nelle sale cinematografiche statunitensi il 27 dicembre 1915.